# Streamliner (spoorwegen Verenigde Staten)
Streamliner is een serie spoorwegrijtuigen met een 'gestroomlijnd' ontwerp voor langeafstandstreinen in Noord-Amerika. Ook in Europa heeft soortgelijk materieel gereden. In Nederland werden deze treinen stroomlijnmaterieel genoemd.
Het begrip streamliner staat in algemene zin voor een voertuig dat door de vorm een verminderde luchtweerstand heeft en daardoor hogere snelheden kan bereiken. In Europa is door de diverse spoorwegmaatschappijen vanaf 1930 stroomlijnmaterieel op de rails gebracht en ook de spoorwegen in de Verenigde Staten wilden de snelheid van de treinen opvoeren. De gestroomlijnde treinen werden een symbool van technische vooruitgang, het begrip Streamline Design ontstond, een vormgevingsprincipe dat breed werd toegepast.

## Treinstellen

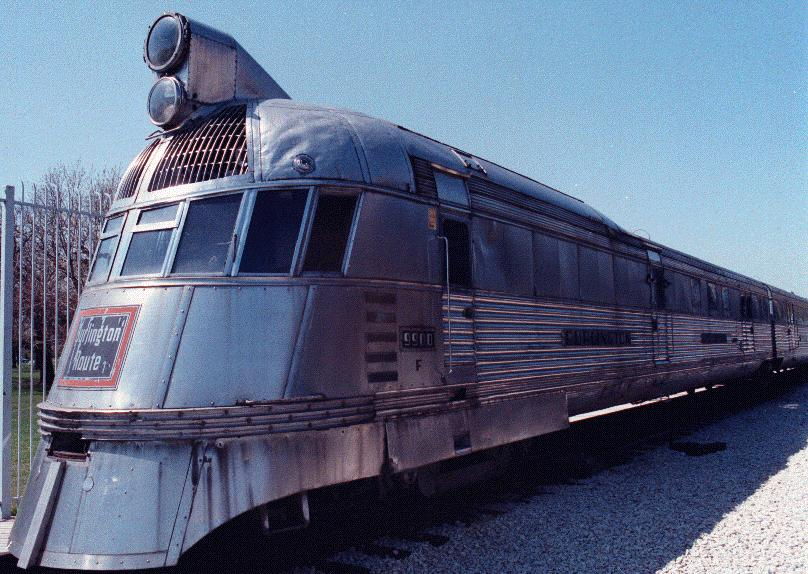
De Pioneer Zephyr

Op 12 februari 1934 ging de M-10000 als eerste streamliner in de Verenigde Staten rijden voor de Union Pacific Railroad. Dit treinstel was door Pullman standard gebouwd van aluminium. Concurrent Budd bouwde de Pioneer Zephyr voor de Chicago, Burlington and Quincy Railroad. Deze tweede streamliner was gebouwd van roestvast staal met de kenmerkende geribbelde buitenkant. De trein kwam op 11 november 1934 in de dienstregeling en was ook operationeel een succes. Budd had een methode ontwikkeld voor het klinken van roestvast staal die later ook bij de bouw van rijtuigen zou worden toegepast. In 1936 bouwde Budd het prototype van een lichtgewicht streamliner-rijtuig van geklonken roestvaststaal voor Santa Fe en kreeg de Franse fabrikant Carel et Fouché de Europese licentie voor dit procedé die dit vanaf 1950 gebruikte voor de Inox-rijtuigen. Na het prototype volgde een bestelling voor negen rijtuigen, gevolgd door een bestelling van 104 rijtuigen voor de Super Chief de nieuwe trein van Santa Fe af te leveren in 1937. De Missouri & Pacific Railroad bestelde eveneens streamliner-rijtuigen voor haar Colorado Eagle. De Tweede Wereldoorlog maakte echter voorlopig een eind aan de ontwikkeling van personentreinen en nadat de Verenigde Staten er zelf bij betrokken raakten werd de trein van Union Pacific in 1942 gesloopt om het aluminium in de vliegtuigindustrie te gebruiken. De rijtuigen voor Missouri & Pacific werden tussen maart en juni 1942 toch nog afgebouwd waarna werd overgestapt op oorlogsproductie. In 1944 bezocht de Spaanse uitvinder Goicoechea de Verenigde Staten op zoek naar een fabrikant voor zijn uitvinding de Talgo. De derde Amerikaanse fabrikant van rollend materieel, American Car and Foundry Company, toonde begin 1945 belangstelling voor het ontwerp. De lichtgewichtconstructie was veelbelovend en ACF kon de methode van Budd toepassen in deze trein. Op 8 december 1945 werd het contract met Goicoechea getekend en begon ACF met de bouw van drie treinen, twee voor Spanje en een voor demonstratie- en proefritten in de Verenigde Staten. ACF zag nog wel kans om diverse treinen aan Amerikaanse maatschappijen te verkopen, maar de grote maatschappijen kozen vrijwel allemaal voor losse rijtuigen.

## Getrokken treinen

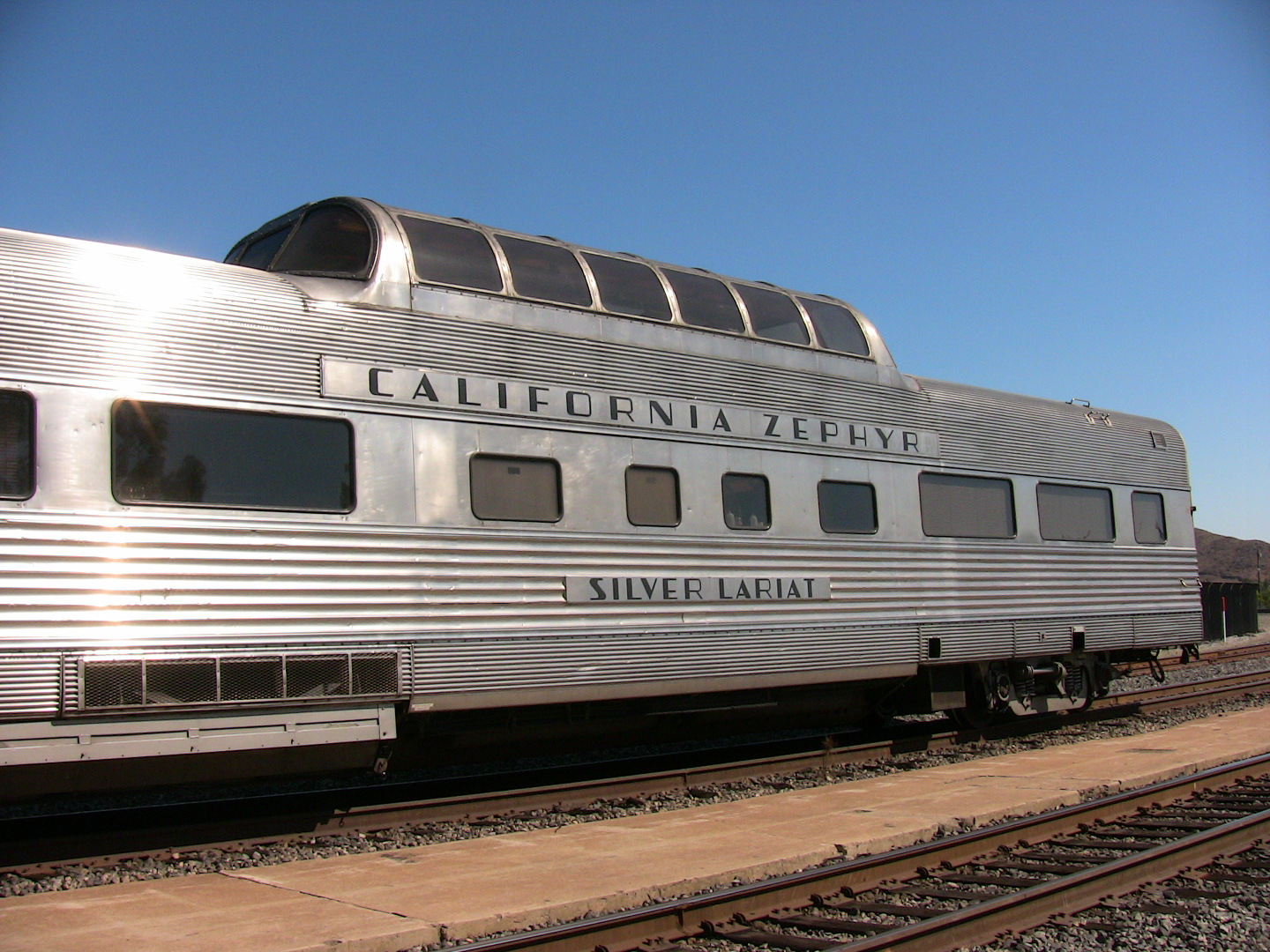
Vista Dome car

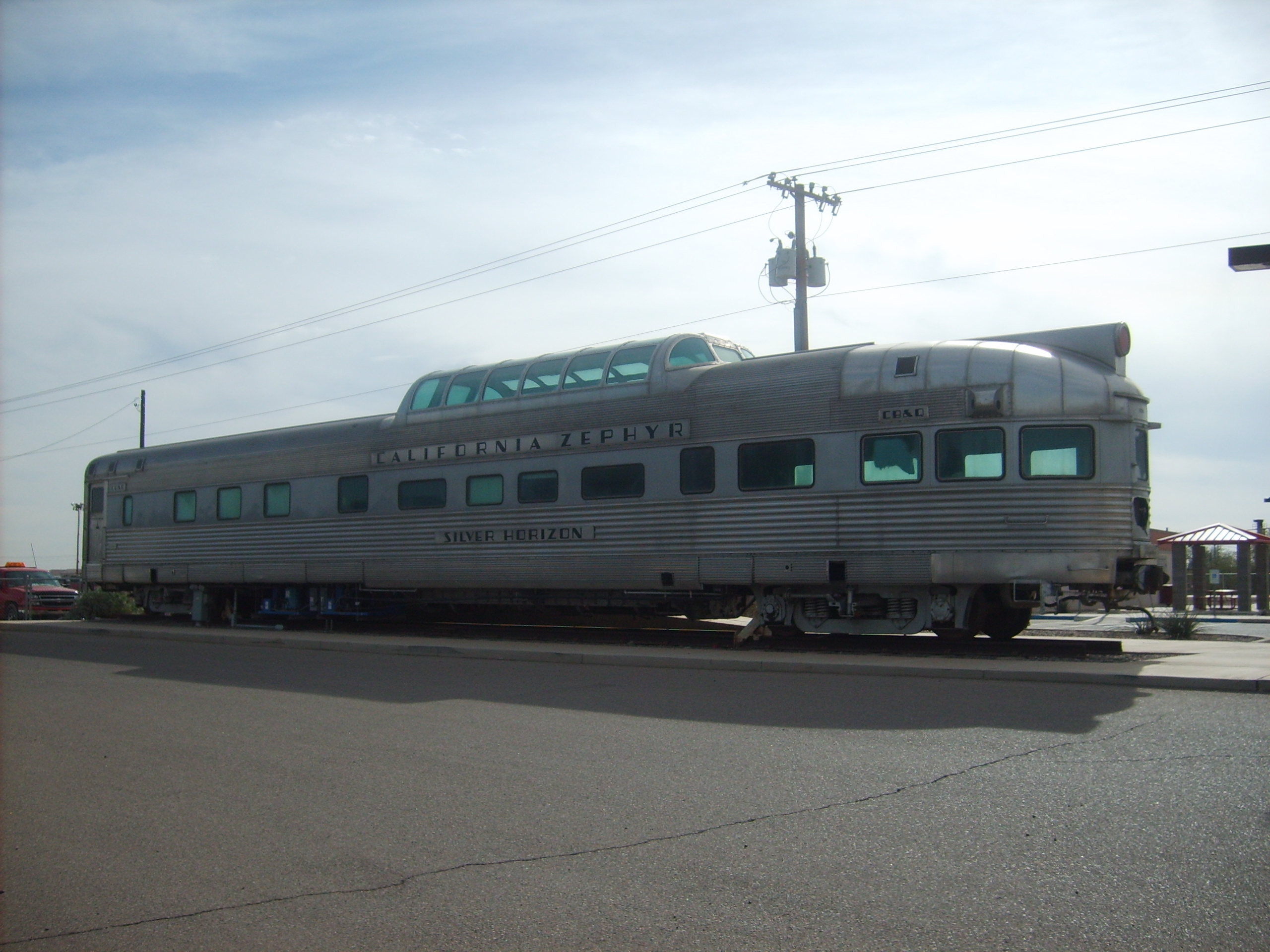
Dome observation car

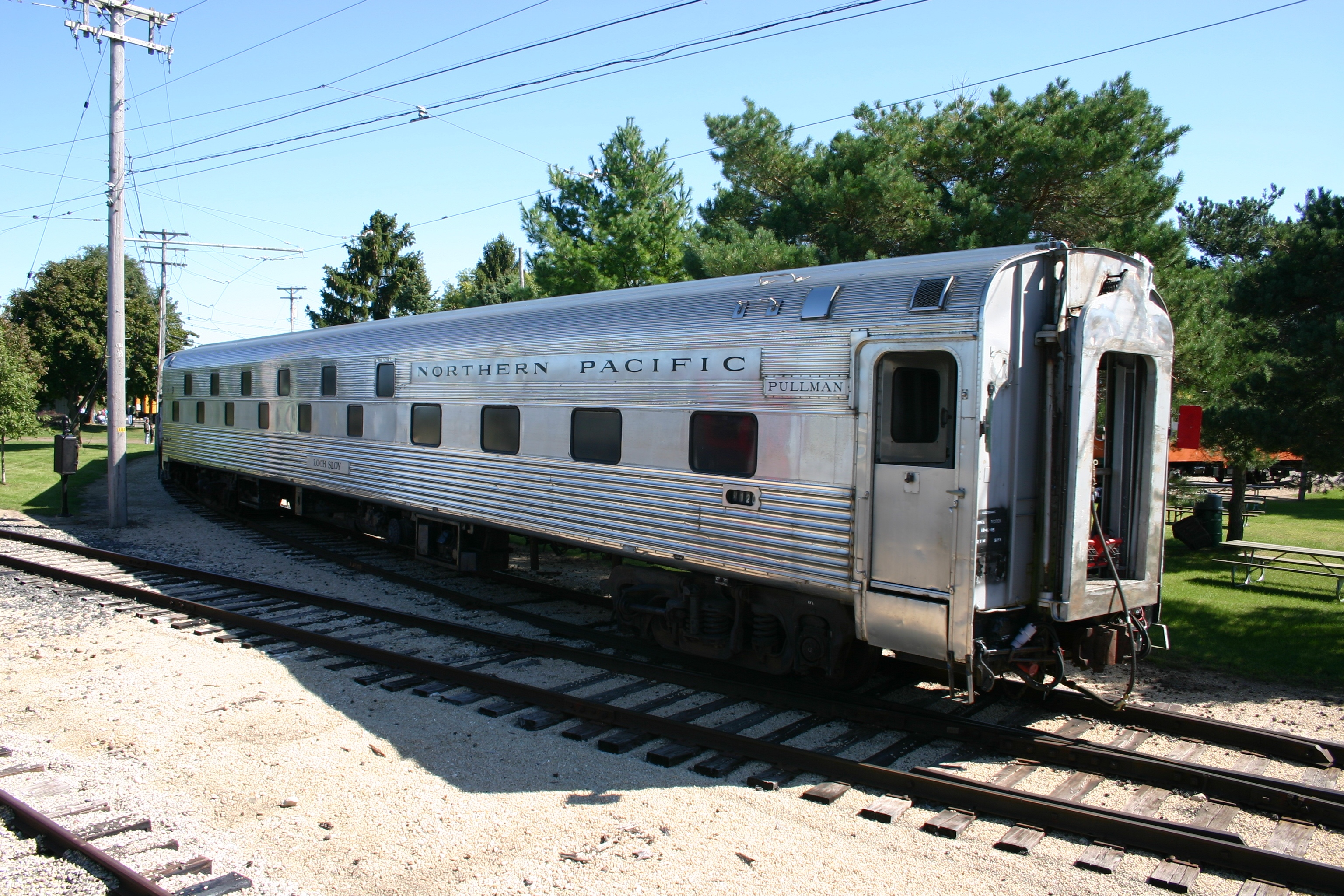
Duplex car

Na afloop van de Tweede Wereldoorlog kwam de modernisering weer op gang. Voor de nieuwe lange-afstandstreinen werd teruggegrepen op de lichtgewicht roestvaststalen bovenbouw van de Pioneer Zephyr. Om de capaciteit flexibel te houden werd gekozen voor losse rijtuigen en niet voor treinstellen, zoals de eerste twee streamliners en de Talgo. New York Central bestelde 112 rijtuigen in 1945 en de CZ-groep (CB&Q, Denver & Rio Grande Western en Western Pacific) bestelde in oktober 1945 60 rijtuigen voor hun California Zephyr. Begin 1946 verhoogden ze de bestelling met 6 rijtuigen en bestelde de Pennsylvania Railroad 1 slaaprijtuig voor haar aandeel in de California Zephyr. In 1947 bestelde New York Central nog eens 127 rijtuigen. Union Pacific bestelde de Pacific series, 50 slaaprijtuigen type 10/6 die in 1950 werden geleverd. De "CZ-groep" liet in 1950 en 1952 nog 6 eerste klas slaaprijtuigen (type 6/5) en 4 reserverijtuigen bouwen. De Pennsylvania Railroad bestelde in 1951 voor haar treinen langs de oostkust, Senator en Congressional, 64 rijtuigen. De grootste order kwam echter in 1954 uit Canada toen de Canadian Pacific 18 stammen, totaal 173 rijtuigen, bestelde voor de Canadian. Daarnaast bestelden ook Seaboard Air Line, Chesapeake & Ohio Railroad, Southern Railway, Norfolk & Western Railroad, Southern Pacific en New York, New Haven and Hartford ieder een aantal stammen. In 1959 werd het Duplexrijtuig aan het assortiment toegevoegd. Deze rijtuigen werden allemaal gebouwd door Budd. Na 1950 werden ook rijtuigen gebouwd door Pullman standard en ACF, echter zonder de geribbelde buitenkant. De fabrikanten bouwden de streamliners in twaalf varianten:
1. RPO (postkantoor/postbehandeling US-Mail)
2. Bagage
3. Diner (restauratierijtuig)
4. Vista Dome (uitzichtsrijtuig)
5. Vista Dome/staff (uitzichtsrijtuig met personeelsruimte)
6. Observation (sluitrijtuig met lounge en bar)
7. Dome observation (combinatie van Vista Dome en Observation)
8. Coach (salonrijtuig)
9. Sleeper 10/6 (slaaprijtuig met 10 eenpersoonscoupés en 3 coupés voor twee personen)
10. Sleeper 6/5 (1e klas slaaprijtuig met 6 twee persoonscoupés, waarvan 5 gecombineerd met zitkamer)
11. Roumette (slaaprijtuig met 16 slaapplaatsen met middengang)
12. Duplex (ligrijtuig)

De eerste met Vista Dome uitgeruste trein, de California Zephyr, kwam op 19 maart 1949 in dienst.
| Maatschappij           | Trein                 | Eerste streamlinerijtuig |
| ---------------------- | --------------------- | ------------------------ |
| Atlantic Coast Line    | Champion              | 1957                     |
| Baltimore and Ohio     | Columbian             | 1949                     |
| Burlington Route       | California Zephyr     | 1949                     |
| Canadian National      | Super Continental     | 1955                     |
| Canadian Pacific       | The Canadian          | 1955                     |
| Great Northern         | Empire Builder        | 1955                     |
| L & N                  | Gulf Wind             | 1949                     |
| Missouri Pacific       | Texas Eagle           | 1942                     |
| New York Central       | 20th Century Limited  | 1959                     |
| Northern Pacific       | North Coast Limited   | 1959                     |
| Pennsylvania Railroad  | California Zephyr     | 1949                     |
| Rio Grande             | California Zephyr     | 1949                     |
| Santa Fe               | Super Chief           | 1938                     |
| Seaboard               | Gulf Wind             | 1949                     |
| Southern Pacific       | Coast Daylight        | 1955                     |
| Western Pacific        | California Zephyr     | 1949                     |
| Union Pacific Railroad | City of Portland      | 1950                     |
| Union Pacific Railroad | City of San Francisco | 1950                     |
| Union Pacific Railroad | City of Los Angeles   | 1950                     |

In 1971 werd Amtrak opgericht en de 1200 streamliners van de Amerikaanse maatschappijen werden als heritage-fleet ingebracht in Amtrak. Na een grondige opknapbeurt bleven ze bij Amtrak tot in de jaren 80 van de twintigste eeuw in dienst. De Canadezen fuseerden in 1978 de reizigersdiensten van de twee maatschappijen tot VIA Rail; hun streamliners zijn nog altijd in gebruik.